# Watts S. Humphrey

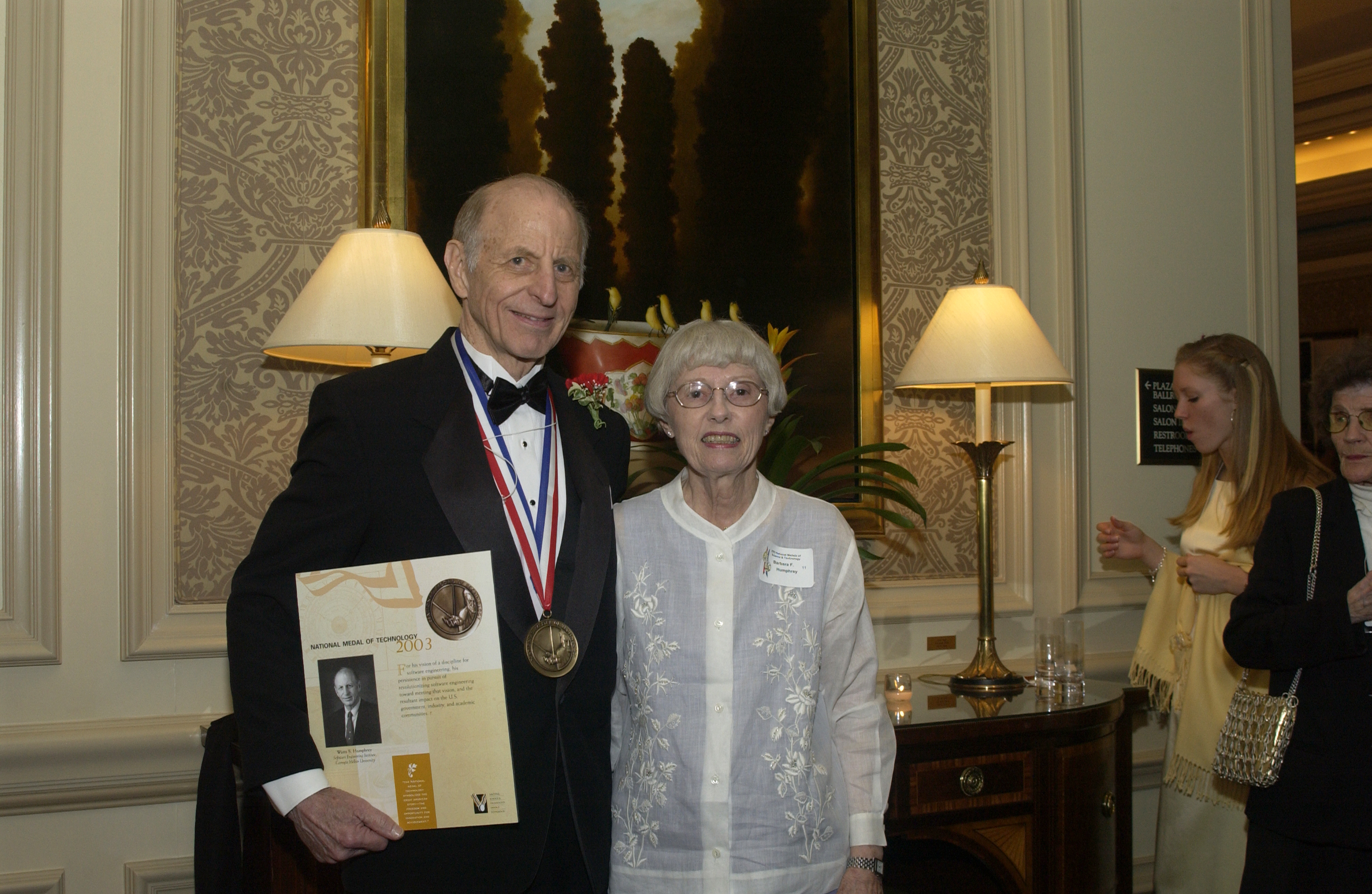
Watts S. Humphrey mit Ehefrau anlässlich der Verleihung der National Medal of Technology and Innovation (2005)

Watts Sherman Humphrey (* 4. Juli 1927 in Battle Creek, Michigan; † 28. Oktober 2010 in Sarasota, Florida) war ein US-amerikanischer Informatiker und eine Autorität im Bereich Softwareprozessverbesserung. Außerdem war er auch ein langjähriger leitender Manager im Bereich der Softwareentwicklung bei IBM.
Er zeichnete unter anderem verantwortlich für die Entwicklung des Capability Maturity Model (kurz CMM) sowie der Softwareentwicklungsmethoden Personal Software Process (PSP) und Team Software Process (TSP). Unter seiner Leitung der Softwareentwicklung von IBM wurden Ende der 1960er die ersten Softwarelizenzen eingeführt.
Humphrey war Fellow des Software Engineering Institute (SEI) an der Carnegie Mellon University, Pittsburgh. Für seine Verdienste wurde ihm 2003 von George W. Bush die National Medal of Technology verliehen.
Er verstarb am 28. Oktober 2010 in Sarasota.

## Schriften
- Introduction to the Team Software Process (SM). Addison-Wesley, 2000, ISBN 0-201-47719-X
- Introduction to the Personal Software Process (SM). Addison-Wesley, 1997, ISBN 0-201-54809-7
- Managing Technical People. Innovation, Teamwork and the Software Process. Addison-Wesley, 1996, ISBN 0-201-54597-7
- A Discipline for Software Engineering. Addison-Wesley, 1995, ISBN 0-201-54610-8
- Managing the Software Process. Addison-Wesley, 1989, ISBN 0-201-18095-2